# Hierangela
Hierangela is een geslacht van vlinders van de familie tastermotten (Gelechiidae).

## Soorten
- H. doxanthes Meyrick, 1929
- H. erythrogramma Meyrick, 1894